# Janet Jagan
Janet Rosalie Jagan, född Rosenberg, född 20 oktober 1920 i Chicago, Illinois, död 28 mars 2009 i Georgetown, var en amerikansk-guyansk politiker. Hon var Guyanas premiärminister 6 mars – 19 december 1997 och Guyanas president 19 december 1997 – 11 augusti 1999.

## Barndom och ungdom
Janet Jagan föddes av judiska medelklassföräldrar på den södra sidan av Chicago, Illinois. Hennes mor- och farföräldrar, Adolph och Rosa Kronberg (född Appelbaum), var judiska invandrare. Adolph Kronberg emigrerade till Chicago från Rumänien och Rosa kom från Ungern.

## Giftermål och flytt
I december 1942, när hon var 22 år gammal, arbetade hon som sjuksköterskestudent vid Cook County Hospital, och då träffade hon Cheddi Jagan, en student av indisk härkomst, som studerade till tandläkare vid Northwestern University. Hon gifte sig med honom och året därpå flyttade till Georgetown i Brittiska Guyana där Cheddi Jagan satte upp en tandläkarpraktik.

## Facklig aktivitet
I Guyana deltog Janet Jagan i fackliga kampanjer tillsammans med sin man och gick med i British Guianese Labour Union. Hon arbetade också på sin mans tandklinik som sköterska i 10 år. 1946 grundade hon kvinnors politiska och ekonomiska organisation Women’s Political and Economic Organization och var med och grundade kommittén för politiska frågor.

## Politisk karriär
Janet Jagan kandiderade för en plats från centrala Georgetown i allmänna valet 1947. Den 1 januari 1950 var hon och hennes make medgrundare till det nybildade vänsterinriktade Folkets progressiva parti (PPP). Jagan var PPP:s partisekreterare från 1950 till 1970. 1950 valdes Jagan in i Georgetown City Council. Hon valdes därefter till House of Assembly i valet i april 1953, och vann en plats från Essequibo valkrets. Hon var en av tre kvinnor som fick en plats i det valet.. Efter valet valdes hon till vice talman för den lagstiftande församlingen.
Under sin långa politiska karriär var hon ledamot av Guyanas parlament och hade flera olika ministerposter.
Janet Jagan var Guyanas presidenthustru 1992-1997, medan maken Cheddi Jagan var president. Efter hans död blev hon premiärminister och några månader senare president. Hon avgick 1999 av hälsoskäl.

## Utmärkelser
Jagan erhöll Guyanas högsta nationella utmärkelse, Order of Excellence, 1993, och UNESCO Mahatma Gandhi Gold Medal for Women's Rights 1998.